# منطقة اقتصادية خاصة

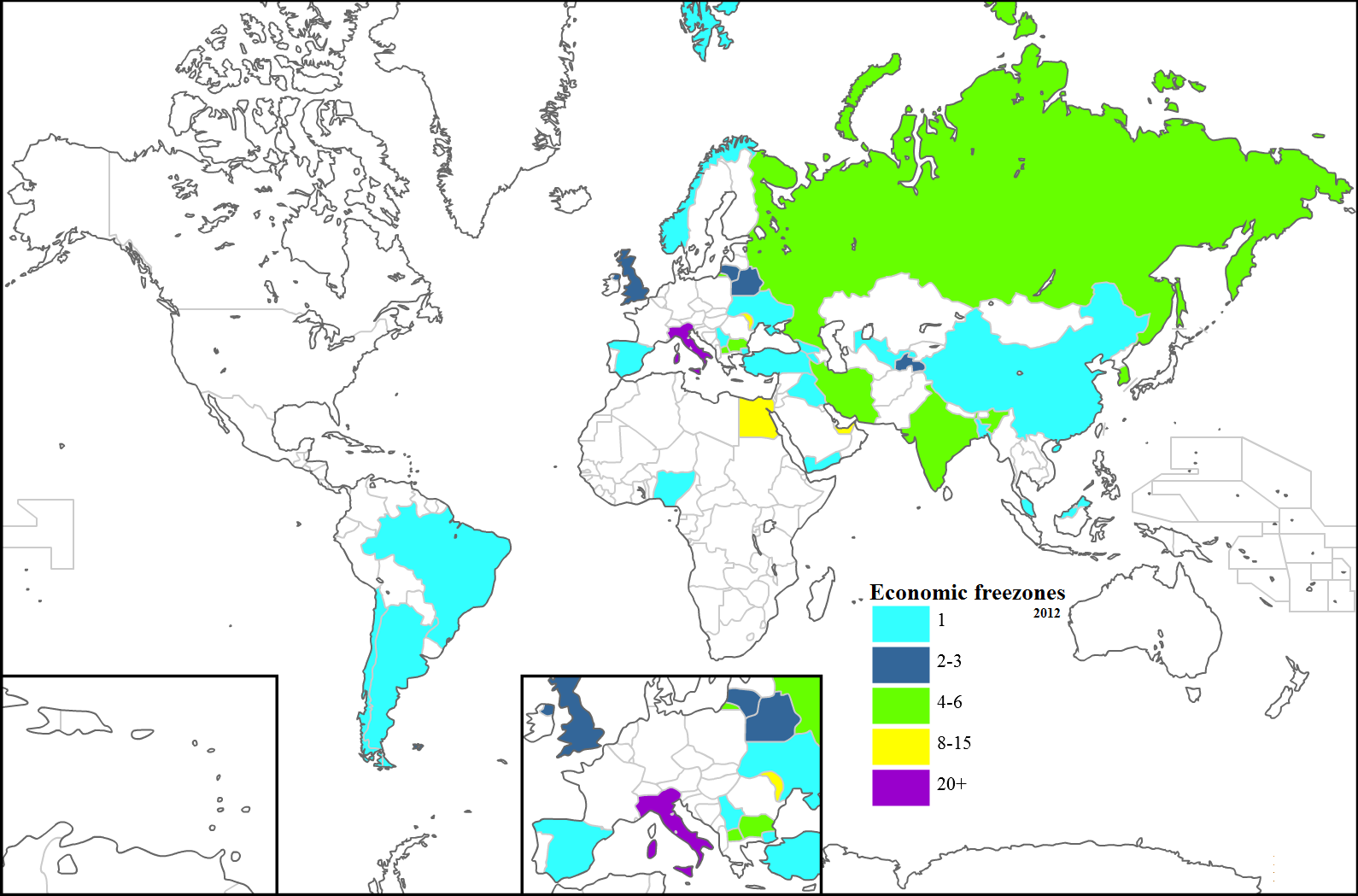
خريطة جغرافية تظهر دول العالم حسب عدد المناطق الاقتصادية الحرة (FEZ)، وهي أحد أنواع المناطق الاقتصادية الخاصة (SEZ).

المنطقة الاقتصادية الخاصة (تُعرَف اختصاراً باسم SEZ) هي منطقة جغرافية في دولة ما تكون مخصَّصة لتصدير البضائع إلى الدول الأخرى وتوفير الوظائف. تستثنى المناطق الاقتصادية الخاصة من القوانين الفدرالية الاعتيادية، كالضرائب والجمارك وحظر الاستثمارات الأجنبية وقوانين العمل والقيود القانونية الأخرى على الأعمال التجارية. ومن ثمَّ تكون المناطق الاقتصادية الخاصة قادرةً على تصنيع وإنتاج بضائع بأسعار منافسة عالمياً.
يتضمَّن تصنيف المنطقة الاقتصادية الخاصة (SEZ) أنواعاً مختلفةً من المناطق الاقتصادية، مثل مناطق التجارة الحرة (FTZ) والمناطق الحرة (FZ) ومناطق معالجة الصادرات (EPZ) والمناطق الصناعية (IE) والموانئ الحرة والمناطق الاقتصادية الحرة ومناطق المشاريع الإعمارية.